# 프리타입
프리타입(FreeType)은 C 언어로 작성된 소프트웨어 라이브러리이며 글꼴 래스터화 엔진을 제공한다. 문자열들을 비트맵으로 래스터 처리하며 다른 글꼴 관련 기능에 대한 지원을 제공한다.
프리타입은 텍스트 레이아웃이나 그래픽 처리와 같은 더 높은 수준의 기능을 수행하기 위한 API를 제공하지 않는다. (이를테면 렌더링) 그러나 단순하면서도 사용하기 쉽고 통일된 사용자 인터페이스를 제공하여 글꼴 파일의 내용에 접근할 수 있으므로 이러한 작업들을 매우 단순하게 만들어 준다.
2012년 3월 8일에 프리타입의 최신 버전 2.4.9가 출시되어 있으며 트루타입, 타입 1, 오픈타입을 비롯한 여러 글꼴 포맷과 함께 동작한다.
프리타입은 두 개의 자유 소프트웨어 라이선스로 배포되어 있다.(GNU 일반 공중 사용 허가서, BSD 사용 허가서) 따라서 이 라이브러리는 사유 소프트웨어의 여부에 관계 없이, 다시 말해 영리 목적이든 아니든 간에 어떠한 종류의 프로젝트에서도 사용할 수 있다. 이로써 프리타입이 높은 품질의 텍스트를 요구하는 현대의 비디오 게임을 위한 래스터라이제이션 엔진으로 널리 채용되고 있다.

## 사용자
안드로이드프리타입은 안드로이드의 폰트 렌더러로서 사용된다.
애플애플이 프리타입을 사용하는 환경은 iOS와 macOS이다.
자바2007년, 썬 마이크로시스템즈는 OpenJDK 자바 개발 키트에서 사유 폰트 래스터라이저를 프리타입으로 대체하였다.
플레이스테이션
소니가 프리타입을 채용한 기기에는 플레이스테이션 3, 플레이스테이션 4, 플레이스테이션 비타 콘솔이 있다.
ReactOS프리타임은 ReactOS 폰트 렌더러로서 사용된다.

### 기타 사용자
주요 자유 소프트웨어 데스크톱 시스템에 쓰이는 것 외에 프리타입은 현대의 비디오 게임, Wii용 오페라의 래스터라이제이션 엔진으로 사용된다.
윈도우의 경우, gdipp, MacType 프로젝트가 시스템 렌더러를 프리타입으로 사용하는 것을 목표로 한다.

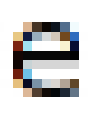
프리타입으로 렌더링된 소문자 e의 하위픽셀
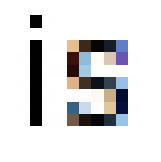
프리타입으로 렌더링된 소문자 is의 하위픽셀
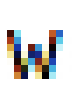
프리타입으로 렌더링된 소문자 w의 하위픽셀
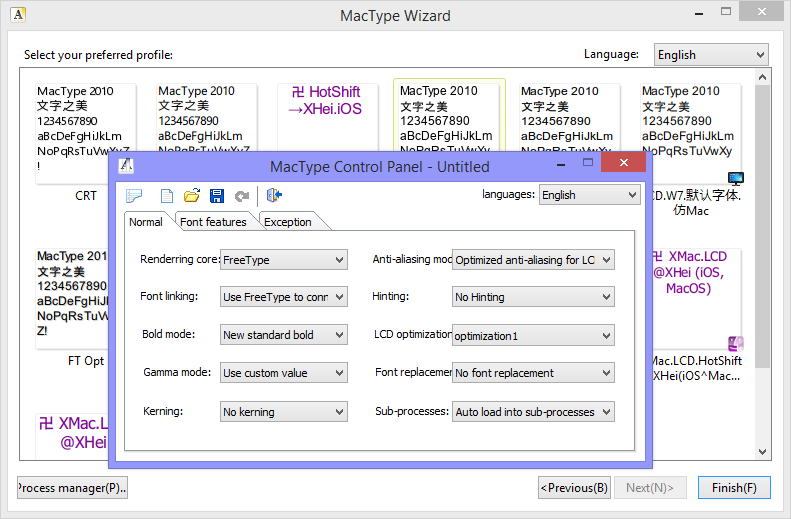
MacType 구성 창의 스크린샷. 프리타입의 프론트엔드

## 같이 보기
- 폰트포지

## 참조
1. ↑  “[ft-announce] Announcing FreeType 2.13.3”. 2024년 8월 14일에 확인함.
2. 1 2  “Got CFF?”. Google Open Source Blog. 2014년 4월 4일에 확인함.
3. ↑  “About the security content of OS X Lion v10.7.3 and Security Update 2012-001”. Support.apple.com. 2012년 5월 31일. 2014년 4월 4일에 확인함.
4. ↑  “Font Scaler”. 2014년 4월 4일에 확인함.
5. ↑  “PlayStation®3 License”. Scei.co.jp. 2014년 4월 4일에 확인함.
6. ↑  “Open Source Software used in PlayStation®4”. Scei.co.jp. 2014년 4월 4일에 확인함.
7. ↑  “Open Source Software used in PlayStation®Vita”. Scei.co.jp. 2014년 4월 4일에 확인함.
8. ↑  Royal, Simon (2014년 2월 26일). “ReactOS: A Windows Compatible Alternative OS”. lowendmac.com. 2016년 1월 10일에 확인함. While the main core of ReactOS is built from scratch, it has some dependencies on existing software and protocols. It uses parts of Wine, networking in the form of lwIP, USB from Haiku, as well as FreeType, Mesa3D, and UniATA.
9. ↑  Games company 렐릭 엔터테인먼트 has used FreeType for their games 워해머 40,000: 돈 오브 워 and 컴퍼니 오브 히어로즈, as can be seen in the credits on the loading screens.
10. ↑  FreeType has also been implemented in the American Girl games for the PC such as A Treehouse of My Own and Julie Saves The Eagles.
11. ↑  Opera 9 for the Wii console uses FreeType, as can be seen by looking at the "Third-party information" page which can be found on the Wii via: 인터넷 채널 > Operations Guide > About > Opera 9 for Wii — Third-party information
12. ↑  “gdipp”. 2014년 8월 4일에 확인함.
13. ↑  “MacType”. 2016년 9월 12일에 확인함.